# ISO/IEC 14443

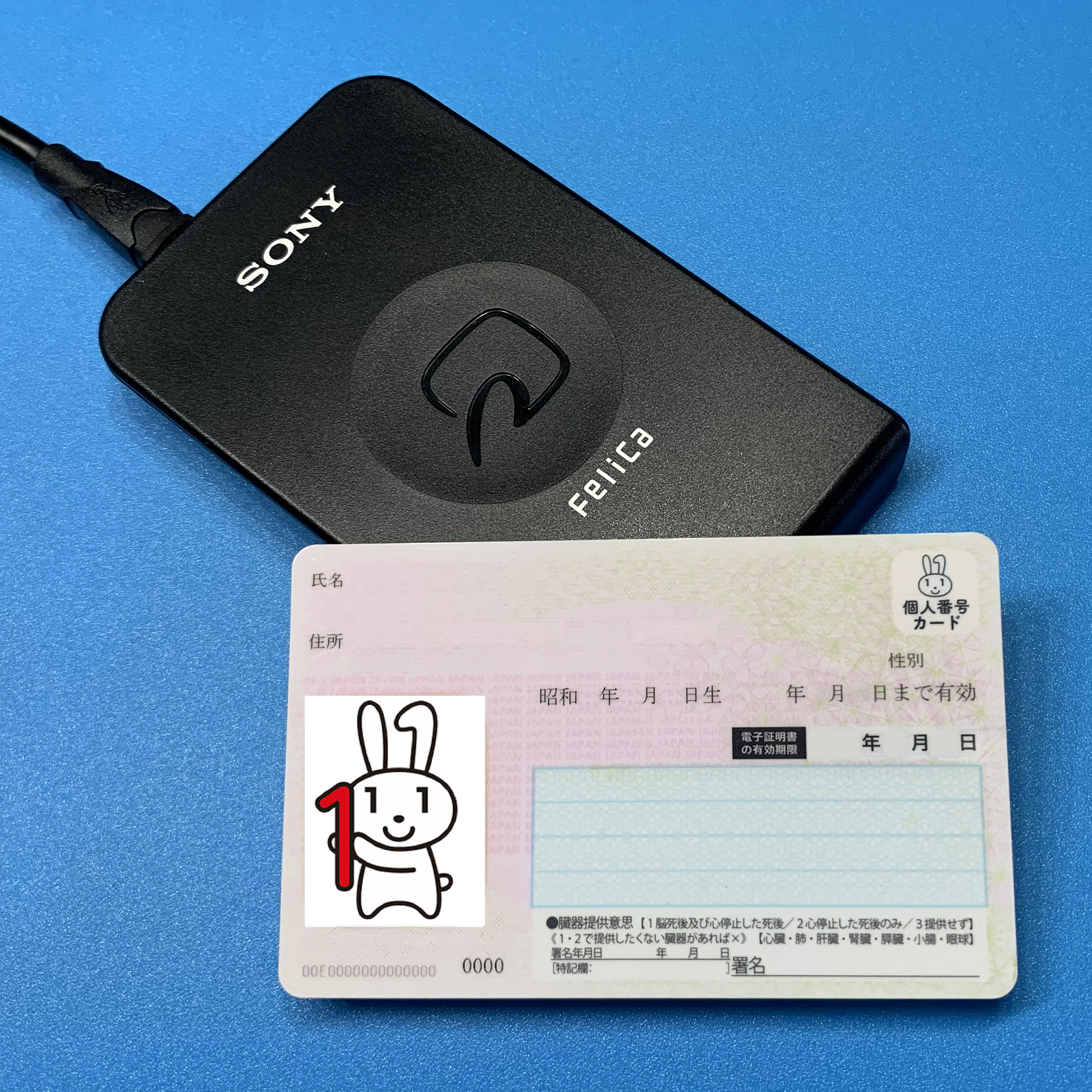
Karta zbliżeniowa oparta na ISO/IEC 14443 przy specjalnym czytniku

Standard ISO/IEC 14443 definiuje karty zbliżeniowe używane w celu identyfikacji użytkownika oraz protokoły transmisji używane podczas komunikowania się z nimi.

## Standard
Standard ten został opracowany przez Grupę Roboczą nr 8 Podkomitetu 17, działającą w ramach Połączonego Komitetu Technicznego nr 1 ISO/IEC.
Standard ISO/IEC 14443 składa się z czterech części
i opisuje dwa rodzaje kart: Typ A oraz Typ B, komunikujące się za pośrednictwem fal radiowych o częstotliwości 13,56 MHz. Karty te różnią się przede wszystkim metodami modulacji, sposobem kodowania danych (część 2) oraz procedurami wywołania protokołu (część 3). Protokół transmisji danych jest taki sam w przypadku obu rodzajów kart i został opisany w części 4.

## Wymiary
Część 1 standardu przewiduje zgodność karty z normą ISO/IEC 7810 lub ISO/IEC15457-1, lub też „obiektem o dowolnych innych wymiarach.”